# 982

## Догађаји
- Конрад I постаје швапски гроф
- Лето – Отон II, цар Светог римског царства окупља царске експедиционе снаге у Таранту и наставља дуж обале Мексичког залива ка Калабрији. У међувремену, емир Абу'л-Касим (Калбид) из Емирата Сицилије објављује Свети рат (џихад) против Немаца, али његове снаге се повлаче када примећује неочекивану снагу Отонових трупа (недалеко од Росана).
- Битка код Стила: Абул-Касима опкољавају немачке царске снаге предвођене Отоном II код рта Колона (јужно од Кротона). Након жестоког сукоба, немачка тешка коњица уништава муслимански центар, убијајући ел-Касима у почетним борбама. Сарацени се држе заједно и увлаче Отона у замку, опкољавајући и побеђујући његове снаге (убијајући око 4.000 људи).
- Краљ Харалд Плавозуби напада Норвешку, пљачкајући југозападну Норвешку све до Стада, где се сусреће са Хоконом Сигурдсоном (де факто владаром Норвешке) и његовом војском. Бежи назад у Данску, окончавајући инвазију.
- Адуд ал-Давла, емир династије Бујид, закључује десетогодишњи мировни споразум са Византијским царством. Оснива оно што ће ускоро постати најважнија болница у Багдаду.
- Индијска династија Раштракута завршава се када њен последњи владар Индра IV почињава Салехану (џаинску верску праксу добровољног изгладњивања до смрти).
- Кинески цар Ђингзонг умире у логору током лова након 13-годишње владавине. Наслеђује га једанаестогодишњи син, Шенгзонг, као владар династије Лиао коју су предводили Китани. Његова мајка, царица удовица Сјао Јанјан, постаје регенткиња.
- Ерик Црвени оснива прве викиншке колоније на Гренланду .